# James Saunders
James Saunders, född 8 januari 1925 i London, död 29 januari 2004, var en engelsk dramatiker.

## Biografi
Saunders utbildade sig på Wembley County School, som nu ingår i Alperton Community School och Southampton University.  Han arbetade som kemist på dagarna och dramatiker på nätterna tills han kunde ägna all sin tid åt att skriva. Han fick Kulturrådets dramatikerstipendium för The Ark 1960, och blev heltidsdramatiker 1964.
Hans tidiga pjäser, som på sina ställen påminner om Ionesco, ledde till att han sågs som en av de ledande brittiska företrädarna för absurd teater. Flera av hans enaktare har satts upp i Sverige av Radioteatern.

## Produktion för scenen
Saunders’ pjäs Next Time I’ll Sing To You, skriven 1962, arrangerades i West End med Michael Caine, Barry Foster och Liz Fraser i huvudrollerna, på New Arts and Criterion Theatre 1963. Det gav honom 1963 års Evening Standard Award (tillsammans med Charles Wood) som "mest lovande pjäsförfattare". Pjäsen sattes också upp i New York samma år.
År 1975 avslutade han John Vanbrugh's fyra-akters pjäs, A Journey to London, en pjäs som hade sentimentaliserats av Colley Cibber år 1728 som The Provok'd Husband. Saunders’ version iscensattes först i Greenwich och återupplivades framgångsrikt på Orange Tree Theatre 1986.
Bodies, först iscensatt av Sam Walters på Orange Tree 1977, återupplivades av Robin Lefèvre i Hampstead Theatre i februari 1978 och gavs på en West End-teater i april 1979 med Dinsdale Landen, Gwen Watford, David Burke och Angela Down i huvudrollerna.
På svenska scener har visats bl. a. Bara på låtsas (1963, uppsatt 1964 och 1966) och En doft av blommor (1964, uppsatt 1965, 1966).

## TV-produktioner
Bland Saunders’ TV-arbete ingår Watch Me I am a Bird (1964), och BBC:s  Bloomers (1979), där Richard Beckinsale (samma år som han dog) spelade en misslyckad skådespelare som arbetar i en blomsteraffär. Beckinsales motspelare var Anna Calder-Marshall.